# Jul i Bullerbyn
Jul i Bullerbyn är en bok av Astrid Lindgren, som utkom 1963. 

## Handling
Julen kommer till Bullerbyn, och barnen hjälper till i förberedelserna. De bakar pepparkakor, samt drar in ved med sin kälke, samt är med i skogen och hugger julgranarna.
På kvällen före julafton går barnen runt i gårdarna och sjunger julsånger utanför fönstren. Sedan går de in till farfar, som nästan är blind och därför får lukta på granen.
När barnen vaknar nästa morgon, julafton, står granen färdigklädd. Det snöar utomhus hela dagen, och familjen äter, för att sedan gå till julkrubban och sjunga julsången "O du saliga, o du heliga".
Barnen får sedan sina julklappar, och dansar runt julgranen.
Dagen därpå går familjen upp tidigt, klockan sex, och åker släde till julottan i kyrkan. Vid hemkomsten åker de skidor, som de fått i julklapp. Olle har dock fått skridskor i stället, och åker nere på Norrgårdssjöns is.
På kvällen har barnen julkalas hos Britta och Anna.